# Rue des Poissonniers (Neuilly-sur-Seine)
Pour les articles homonymes, voir Rue des Poissonniers.
La rue des Poissonniers est une voie de la commune de Neuilly-sur-Seine (département des Hauts-de-Seine).

## Situation et accès
La rue des Poissonniers est orientée globalement nord-ouest/sud-est. Elle débute au Nord-Ouest au niveau de la place du Général-Gouraud (au droit du no 6 de la rue du Château) et va jusqu'à la rue des Huissiers. Elle est traversée à peu près à mi parcours par la rue de l'Église.
Le tunnel du prolongement de la ligne E du RER d'Île-de-France à l'ouest, construit de 2018 à 2022, passe sous la rue sur la totalité de la longueur de celle-ci, pour le tronçon entre le puits « Hôtel-de-Ville » (à l'intersection de l'avenue Charles-de-Gaulle et de la rue de l'Hôtel-de-Ville) et le puits « Général-Gouraud ».

## Origine du nom
Cette rue doit son nom à un lieu dit les Poissonniers, qui apparaît sur les anciens plans du village de Port-Neuilly.

## Historique

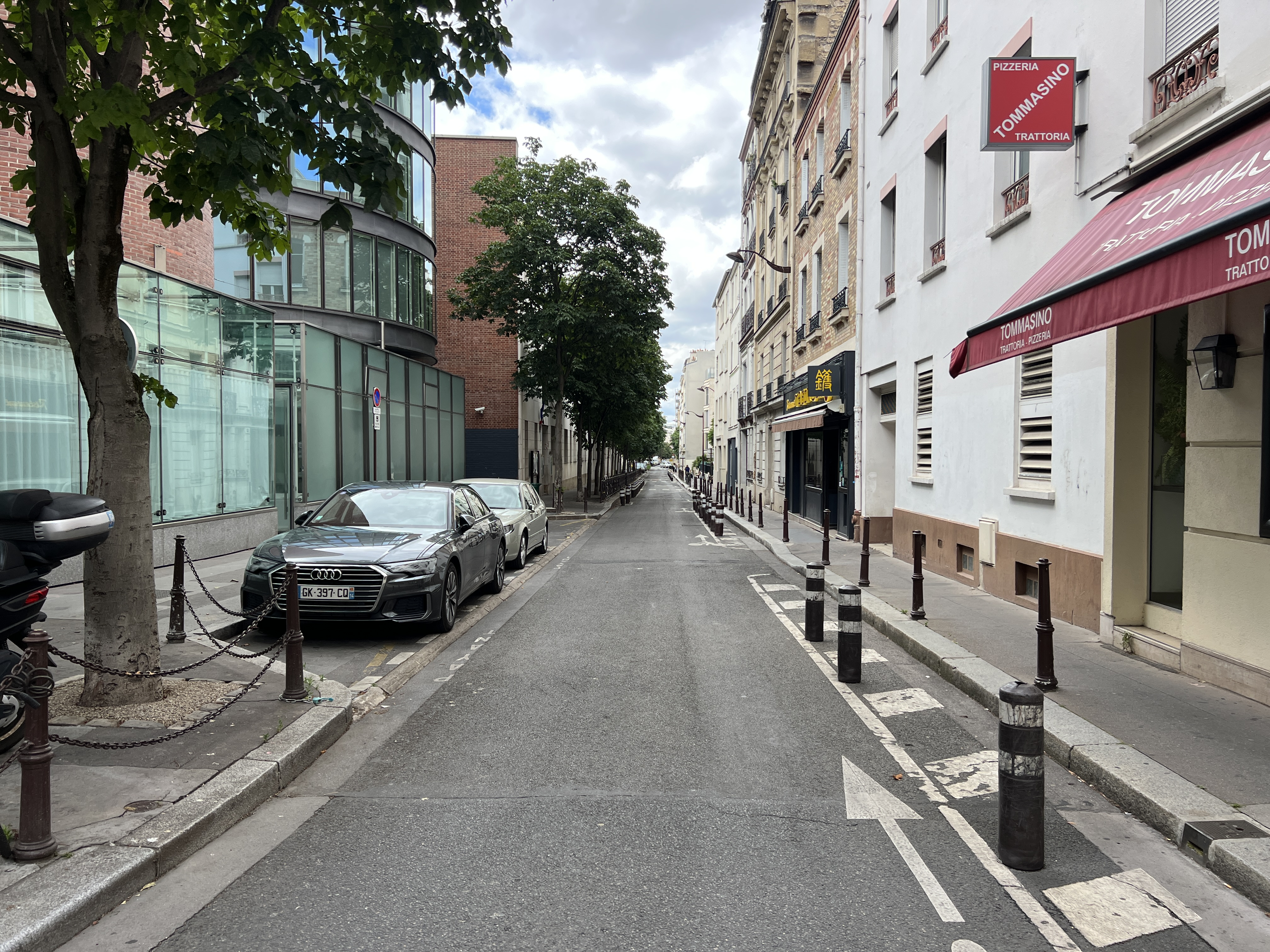
La rue en juillet 2023.

Cette voie de communication a reçu sa dénomination actuelle en 1819.

## Bâtiments remarquables et lieux de mémoire
- Un cimetière est créé au niveau du no 12 en 1786. Saturé, il est envisagé de le déplacer dès la Révolution. En 1808, un nouveau site est retenu[3].
- Fondation Bettencourt-Schueller, fondation culturelle du groupe L'Oréal, au no 27.
- Crèche Sainte-Amélie, une  des premières crèches en France, étable dans cette rue (au no 24) en 1871[4].
- une école maternelle publique au no 9 et une école élémentaire publique au no 5 constituent le groupe scolaire « Poissonniers »[5].
- une école primaire paroissiale catholique sous contrat, construite en 1891, dénommée historiquement « Sainte-Cécile - Sainte-Marthe » (école de filles) puis jusqu'en 2018 « Saint-Pierre - Saint-Jean » (école mixte), désormais composante premier degré du « groupe scolaire La Trinité », au no 23[6].